# TU Delft Hydro Motion Team

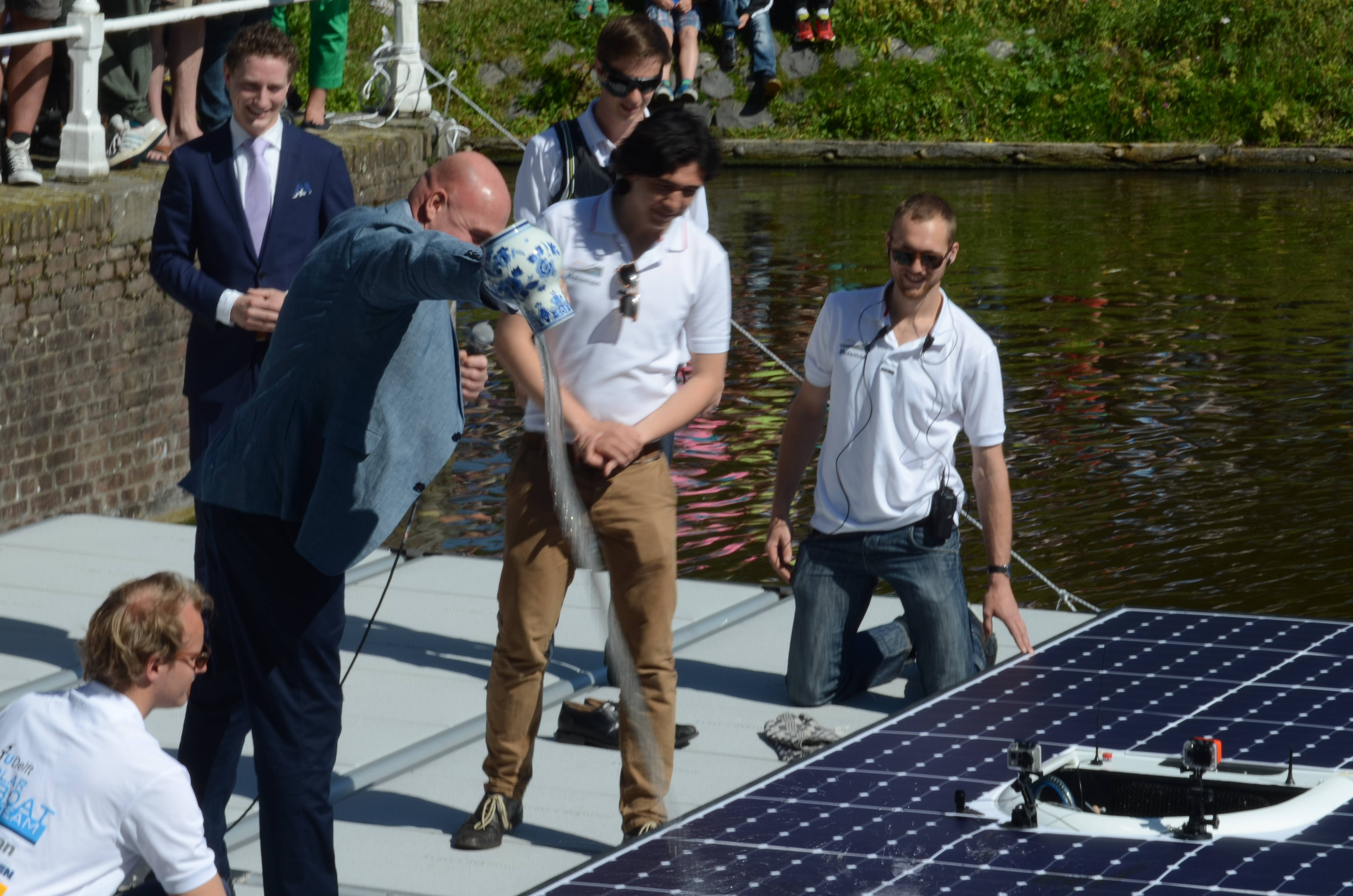
Astronaut André Kuipers doopt de TU Delft Solar Boat 2014

Het TU Delft Hydro Motion Team, tot en met 2021 genaamd TU Delft Solar Boat Team, is een team van studenten uit Delft dat boten op zonne-energie ontwierp en bouwde. Vanaf 2022 ontwikkelt het boten op waterstof. Het team deed sinds 2006 mee aan de tweejaarlijkse 'DONG Energy Solar Challenge'. Deze wedstrijd is in 2006 en 2008 door het team gewonnen.
Sinds 2010 varen de boten die door het team worden ontwikkeld op draagvleugels, waardoor de romp van de boot tijdens het varen uit het water wordt getild. Op die manier wordt de weerstand van de boot verlaagd, waardoor de boot sneller kan varen dan vergelijkbare boten zonder draagvleugels. Sinds 2016 bouwt jaarlijks een nieuw team een boot. In 2021 maakte men de overstap naar waterstof als energiebron. De doelstelling van het team is om de scheepvaart op termijn duurzamer te helpen maken. 

## Geschiedenis

### 2005
In 2005 richtten studenten van de faculteit Maritieme Techniek van de Technische Universiteit Delft (TU Delft) het TU Delft Solar Boat Team op. Het team had als doel de Frisian Solar Challenge te winnen, het wereldkampioenschap voor zonne-energie aangedreven boten. Met hun boot behaalden ze in 2006 de eerste plaats, wat de basis legde voor hun toekomstige ontwerpen.

### 2007
In 2007 werd een nieuw team opgericht met hoofdsponsor Delta Lloyd, wat leidde tot een naamsverandering naar het Delta Lloyd Solar Boat Team. Dit team behaalde wederom de eerste plaats tijdens de Solar Challenge in 2008.

### 2010
Ook in 2009/2010 bestond het team uit zeven studenten van verschillende faculteiten van de TU Delft. In dat jaar werden voor de eerste maal draagvleugels ontworpen voor de nieuwe boot. Hierdoor kon de gemiddelde vaarsnelheid tijdens races worden verhoogd. Het team eindigde op de derde plaats in het algemeen klassement tijdens de DONG Energy Solar Challenge van 2010.

### 2012
Het team bestond in 2011/2012 uit acht studenten, afkomstig van onder andere de faculteiten Maritieme Techniek,Luchtvaart- en Ruimtevaarttechniek, Informatica, Industrieel Ontwerpen, Werktuigbouwkunde en Technische Bestuurskunde. Zij onderkenden de mogelijkheden van het draagvleugelsysteem en pasten dit systeem opnieuw toe bij de bouw van hun boot. Met deze boot wist het team tot een vijfde plaats te komen in de DONG Energy Solar Challenge in 2012.

### 2014

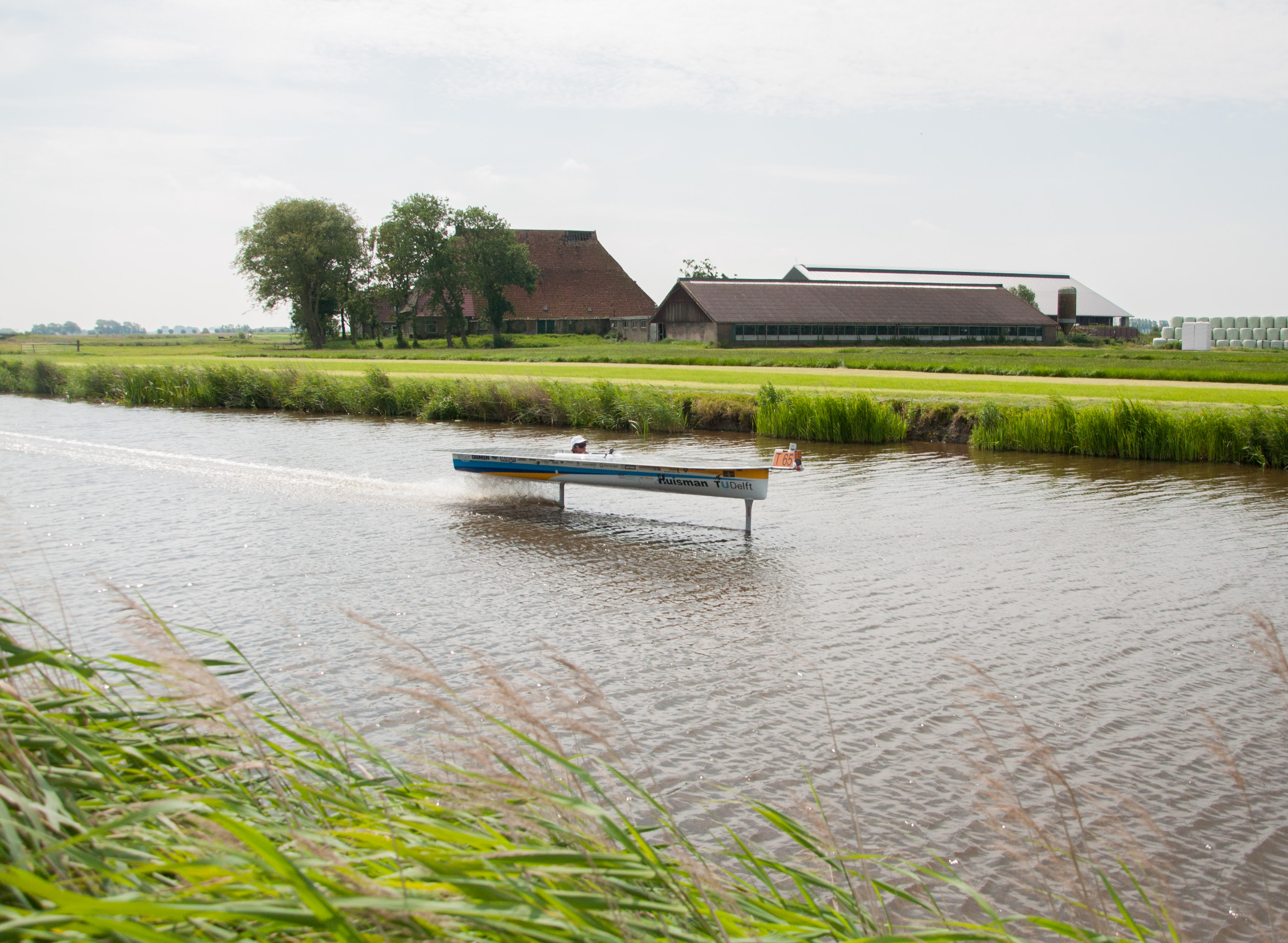
boot uit 2014

In 2013/2014 groeide het aantal personen in het team naar een totaal van 29. Behalve van eerdergenoemde faculteiten waren teamleden nu ook afkomstig van de faculteiten Technische Natuurkunde en Elektrotechniek. Door dit team werd een boot ontworpen die zich kenmerkt door de twee draagvleugels in omgekeerde T-vorm, waarbij het roer aan de voorzijde van de boot zit. Tijdens de DONG Energy Solar Challenge 2014 behaalde het team tijdens vijf van de zes etappes de tweede plaats. Tijdens de laatste etappe van het kampioenschap is de boot door hevige zijwind gekapseisd. Hierdoor werkte een deel van de elektronische systemen niet meer, wat tot gevolg had dat de boot de laatste etappe niet heeft kunnen voltooien. Het team is hierdoor in het eindklassement als vierde geëindigd.

### 2016
In 2016 vestigde het team een wereldrecord door meer dan 50 kilometer per uur te varen in Drachten. Dit record werd opgenomen in het Guinness Book of Records. Het team eindigde in dezelfde wedstrijd op de tweede plaats.

### 2017

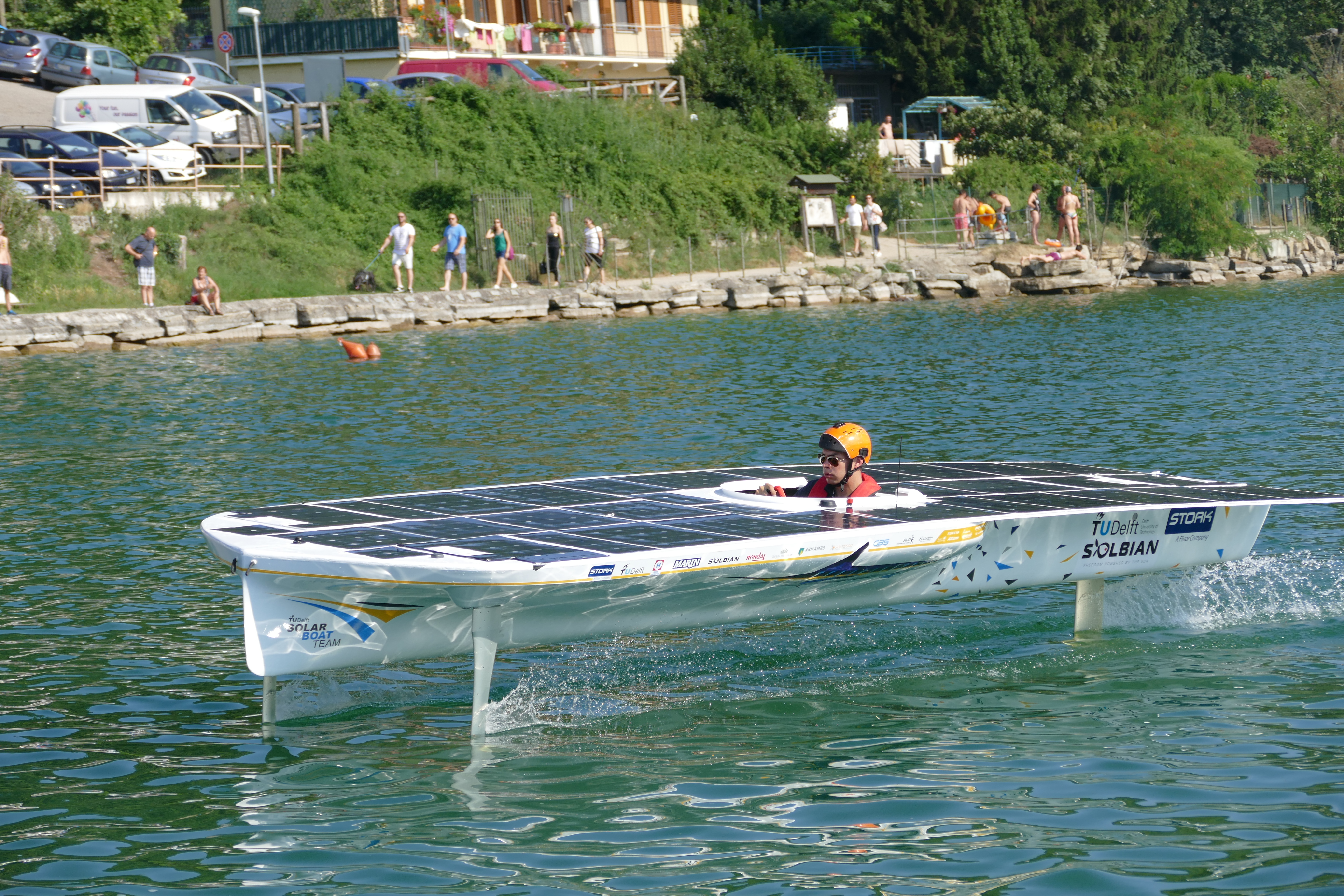
Boot uit 2017

In 2017 richtte het team zich op het verbeteren van de wendbaarheid en stabiliteit van hun boot door een ontwerp te maken met drie draagvleugels. Ondanks de toevoeging van deze extra draagvleugel en een grotere romp, behaalde de boot een topsnelheid van 48 km/u. Het team nam deel aan de Monaco Solar Boat Challenge en had het plan om het Engelse Kanaal over te steken. Helaas werd deze oversteek geannuleerd vanwege de destijds aanwezige risico’s.

### 2018
In 2018 introduceerde een team van 26 studenten een nieuwe boot die deelnam aan de Solar Sport One Competitie, bestaande uit vier races, waarvan er drie in Nederland en één in Monaco werden gehouden. Het doel was om de mogelijkheden van duurzame energie te demonstreren.

### 2019
Het team van 2019 ontwierp de eerste zonneboot voor open zee, een modulair opgebouwde trimaran met een zonnedek van 28 vierkante meter. Met deze boot werd het team wereldkampioen in de Offshore Class tijdens de wedstrijden in Monaco.

### 2020
In 2020 bouwde het team een lichtere, efficiëntere boot die kon varen op het vermogen van een waterkoker. Dit was het laatste team dat een zonneboot ontwierp. Ze organiseerden ook hun eigen race op het Ketelmeer, waarmee ze het zonneboot-tijdperk afsloten.

### 2021
Het jaar 2021 markeerde een nieuwe fase voor het team. De boot werd uitgerust met een waterstofsysteem in plaats van zonne-energie. De drie rompen van de 2019-boot werden hergebruikt en volledig opnieuw uitgerust, wat resulteerde in de ontwikkeling van 's werelds eerste vliegende waterstofboot.

### 2022
In 2022 ontwikkelde het TU Delft Hydro Motion Team de eerste zeewaardige monohull aangedreven door waterstof. Het team toonde de kracht van waterstof aan door de uithoudingsrace in de Open Sea Class te winnen tijdens de Monaco Energy Boat Challenge. Het team bestond dat jaar uit 25 studenten.

### 2023
In 2023 richtte het team zich op de ruwe wateren van Monaco. Dit jaar heeft het team de wereldtitel in de Open Sea Class tijdens de Monaco Energy Boat Challenge behaald. Het team bestond dat jaar uit 23 studenten.

### 2024

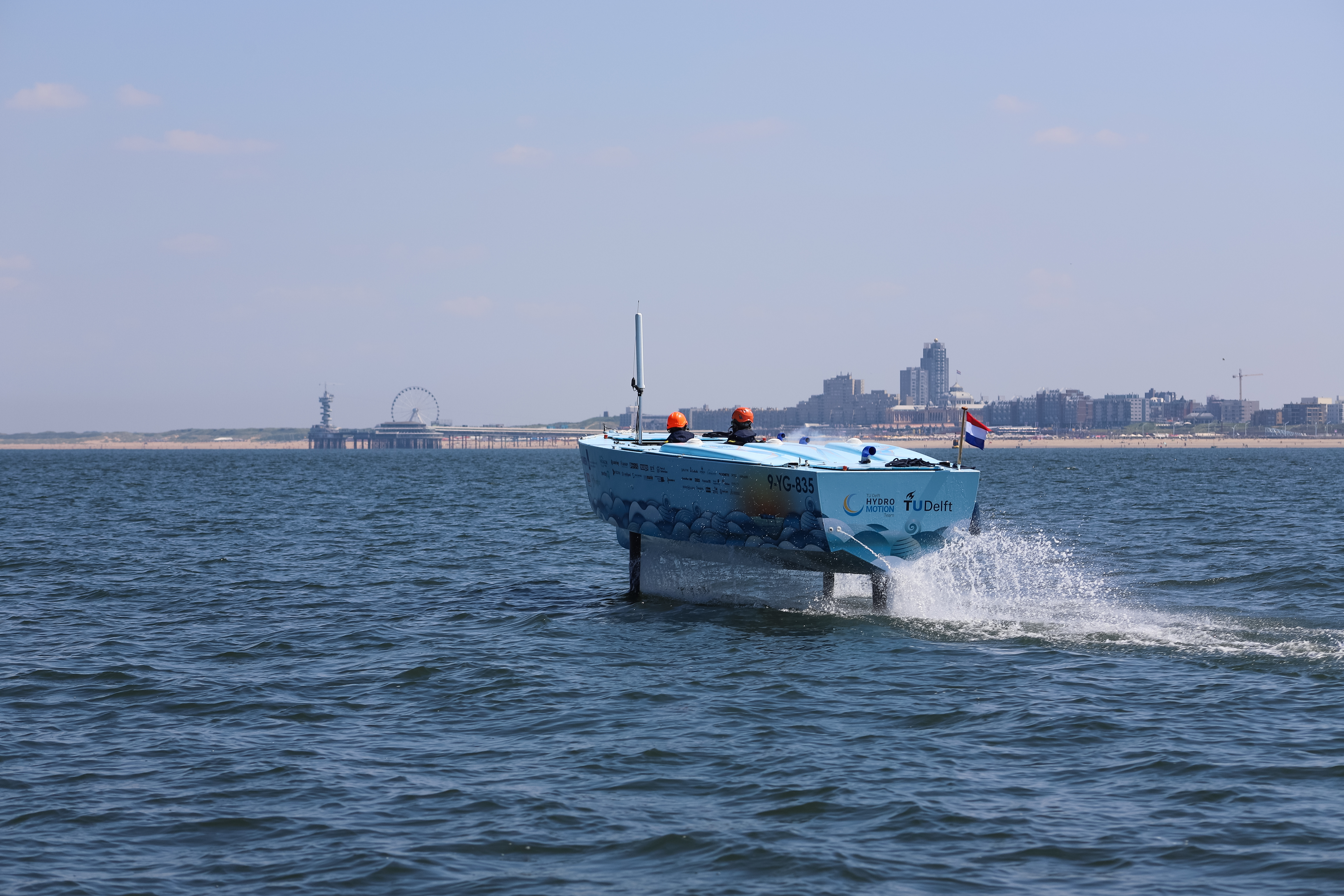
De boot uit 2024, foilend voor het strand van Scheveningen

In 2024 was het team de bouwer van de eerste volledig met waterstof aangedreven boot die de Noordzee over stak, van Nederland naar het Verenigd Koninkrijk. Deze prestatie toonde de sterke uithoudingscapaciteiten van waterstof in zeewaardige vaartuigen. Het project was een demonstratie van hoe waterstof een levensvatbaar alternatief kan zijn voor langeafstandsvaart. Net als in het jaar ervoor bestond het team uit 23 studenten.

### 2025
In 2025 zet het TU Delft Hydro Motion Team een nieuwe stap met de introductie van een hybride systeem dat gebruik maakt van vloeibare waterstof. Vloeibare waterstof biedt een hogere energiedichtheid dan waterstofgas en kan een belangrijke rol spelen in het verduurzamen van de maritieme industrie. Het team zal de mogelijkheden van deze technologie demonstreren tijdens de Monaco SeaLab 2025.